# Congratulations
Congratulations: 50 Years of the Eurovision Song Contest(おめでとう!ユーロビジョン・ソング・コンテストの50年)は、ユーロビジョン・ソング・コンテストスタート50周年を記念して放送された特別番組。デンマーク放送協会が制作し、2005年10月22日に放送された。この日は視聴者投票総数250万票を記録した。
過去のユーロビジョン・ソング・コンテストの人気優勝曲、上位で人気を得た曲が一堂に集結し、そのグランドチャンピオンを決める大会として行われた。
過去の優勝者と名場面を収録したCD・DVDも同時に発売された。

## 番組概要
番組開催地を巡ってはBBCがイギリスのロイヤル・アルバート・ホールで開催をする予定だった。しかしそれを撤回、フランスも名乗りを上げたが、デンマークのDRがコペンハーゲンの開催を決定された。
大会は通常のユーロビジョン・ソング・コンテストと同じ方式。ただし、ネットで投票された過去のユーロビジョンの優勝者上位10組とビッグ4の合計14組が真のグランドチャンピオンを賭けて行われた。また、禁止されている自らの国での投票もできた。

## 放送
放送はEBU加盟局で放送されたが、BBCやフランス・テレビジョン、RAIは放送されなかった。またアルメニアやアルバニア、オーストラリアでも放送された。

## 結果
| 曲順 | 国             | アーティスト               | 曲名                     | 参加年     | 予選順位 | 予選得点 | 決勝順位 | 決勝得点 |
| ---- | -------------- | -------------------------- | ------------------------ | ---------- | -------- | -------- | -------- | -------- |
| 1    | イギリス       | クリフ・リチャード         | Congratulations          | 1968年2位  | 8        | 105      | -        | -        |
| 2    | アイルランド   | ジョニー・ローガン         | What's Another Year?     | 1980年優勝 | 12       | 74       | -        | -        |
| 3    | イスラエル     | ダナ・インターナショナル   | Diva                     | 1998年優勝 | 13       | 39       | -        | -        |
| 4    | スペイン       | モセダデス                 | Eres Tú                  | 1973年3位  | 11       | 90       | -        | -        |
| 5    | ドイツ         | ニコレ                     | Ein Bißchen Frieden      | 1982年優勝 | 7        | 106      | -        | -        |
| 6    | イタリア       | ドメニコ・モドゥーニョ     | Nel blu dipinto di blu   | 1958年3位  | 2        | 200      | 2        | 267      |
| 7    | スウェーデン   | ABBA                       | 恋のウォータールー       | 1974年優勝 | 1        | 331      | 1        | 329      |
| 8    | デンマーク     | オールセン・ブラザーズ     | Fly On The Wings Of Love | 2000年優勝 | 6        | 111      | -        | -        |
| 9    | ルクセンブルク | フランス・ギャル           | 夢見るシャンソン人形     | 1965年優勝 | 14       | 37       | -        | -        |
| 10   | トルコ         | セルタブ・エレネル         | Everyway That I Can      | 2003年優勝 | 9        | 104      | -        | -        |
| 11   | スイス         | セリーヌ・ディオン         | 私をおいて旅立たないで   | 1988年優勝 | 10       | 98       | -        | -        |
| 12   | アイルランド   | ジョニー・ローガン         | Hold Me Now              | 1987年優勝 | 3        | 182      | 3        | 262      |
| 13   | イギリス       | ブラザーフッド・オブ・マン | Save Your Kisses For Me  | 1976年優勝 | 5        | 154      | 5        | 230      |
| 14   | ギリシャ       | エレーナ・パパリズー       | My Number One            | 2005年優勝 | 4        | 167      | 4        | 245      |